# 神威岬

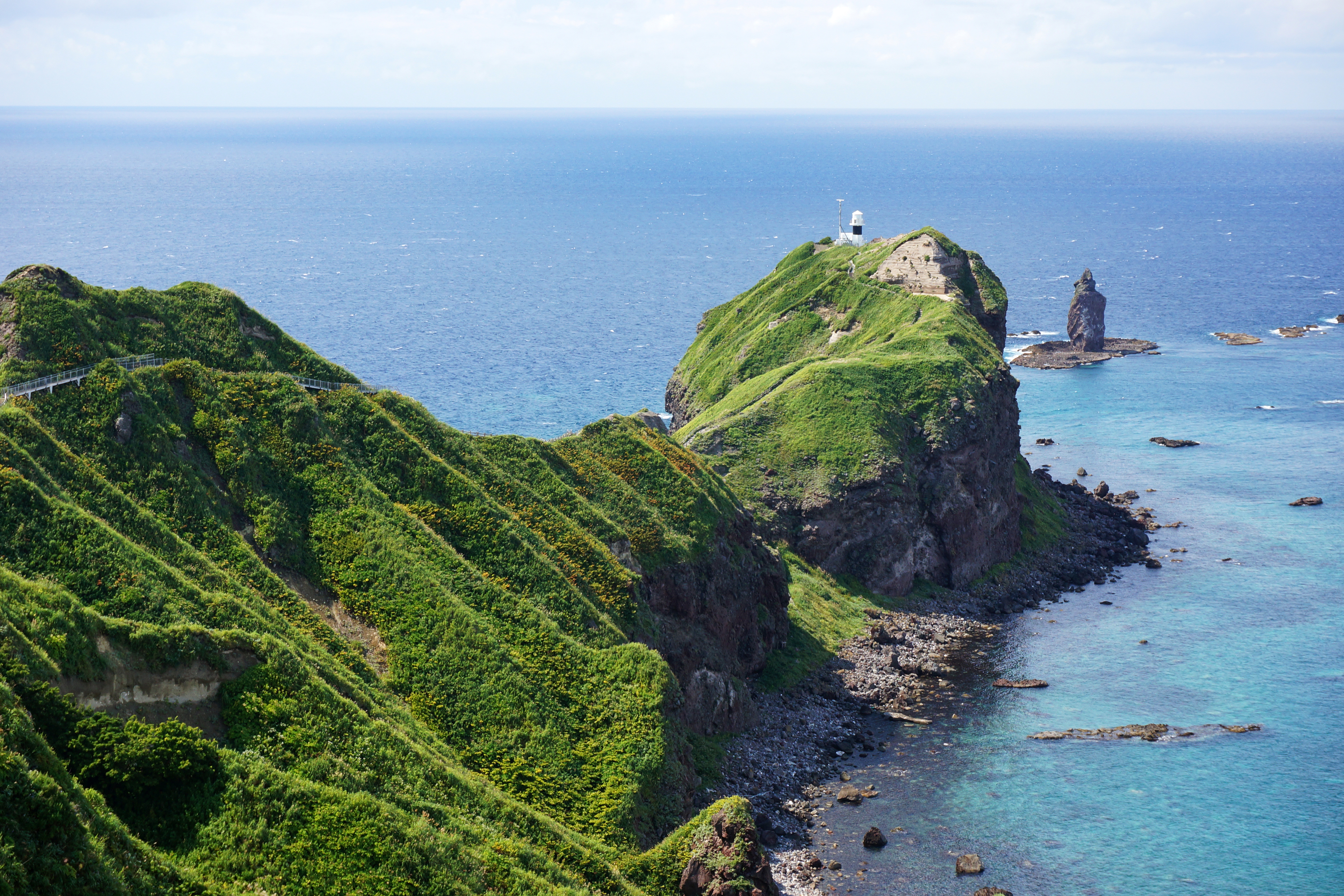
神威岬。先端は神威岬灯台と神威岩。

神威岬（かむいみさき）は、北海道積丹郡積丹町大字神岬町にある岬。積丹半島北西部から日本海に突き出している。ニセコ積丹小樽海岸国定公園に属している。

## 概要
積丹半島の突端部。1980年代以降は観光地として整備され、岬の付け根にある駐車場から先端部までの尾根沿いを通る徒歩20分から30分ほどの遊歩道「チャレンカの道」（770m、強風時は立入禁止）が整備されている。遊歩道の高台からは、左手には起伏に富む神威岬の景観が、右手には海岸線沿いに屹立する岩塊「水無しの立岩」と石狩湾、さらに湾を挟んだ先に暑寒別岳など石狩山塊が望める。先端部は稜線がそのまま海へ落ち込む断崖絶壁になっており、400メートル沖には神威岩という高さ41メートルの岩礁がある。遊歩道最先端付近からは周囲300度が見渡せ、水平線が丸みを帯びて見える。積丹半島は、北海道で唯一の海中公園に指定されているが、その海の青さは「シャコタンブルー」と表現されることもある。貴重な動植物の宝庫であり、夏にはエゾカンゾウが咲き乱れ、冬期にはオオワシやオジロワシも見られる。

## 語源
神威（カムイ）とはアイヌ語で「神」を意味する。古くは御冠岬・オカムイ岬（ともに「おかむいみさき」と読む）とも呼ばれた。

## 歴史
神威岬沖は海難事故につながる暗礁が多く、「魔の海」とも呼ばれ海上交通の難所として知られていた。『積丹町史』によると、和人女性を載せた船が神威岬沖を通れば海神の怒りを招き船が遭難し、漁業も不振となると伝承され、江戸時代に蝦夷地（北海道）を支配する松前藩は1691年（元禄4年）から、神威岬より奥への和人女性の立ち入りを禁止（女人禁制）していた。
伝説によれば、奥州衣川を脱出した源義経が蝦夷地に逃れた折、日高地方のアイヌ首長の娘・チャレンカと恋仲になった。だが野望を捨てきれない義経は彼女を捨ててさらに北へと向かい、大陸へと渡った。義経一行を慕い、この岬までたどり着いたチャレンカであったが真相を知って絶望し、海に身投げした。彼女の怨念の化身こそが神威岩だ、との言い伝えがある。チャレンカが今わの際に「婦女を載せた船がここを過ぐれば覆没せん」と叫んだことから、「和人の女がこの付近に近づけば、チャレンカの怒りに触れて祟られる」として岬一帯が女人禁制の地になったとされる。「源義経#不死伝説」も参照。
もっとも実際には、和人が岬から奥地へ定住することで、ニシン漁を始めとした権益を損なうことを恐れた松前藩による規制と考えられている。現地の民衆が信じていたタブーを松前藩が利用したとも推測されている。神威岬以北へニシン漁出稼ぎ（ヤン衆）に赴いた夫や恋人を案じる女性の心情を詠いこんだ歌詞が北海道民謡「江差追分」にあるほか、小樽市の「オタモイ地蔵尊」には、「ある女性が漁場にいる恋人に会いたいあまり、北前船の船底に隠れ密航を企んだ。だがその船は神威岬で嵐に巻き込まれてしまう。船員らが狼狽する中、彼女は『自分が乗ったせいで、神を怒らせた』と責任を感じ、海に身を投げた。彼女の遺体は現在の小樽市・オタモイ海岸に漂着し、憐れんだ住民らが地蔵を建立した」との伝承がある。
幕末、江戸幕府は蝦夷地を直轄地化し、1855年（安政2年）に女人禁制を解いた。箱館奉行所役人の梨本弥五郎は蝦夷地北端の宗谷へ赴任するため妻を帯同して神威岬沖を通過した。その際、「征夷大将軍徳川家定の家来として君命で通るのに、どうして神罰を受けねばならぬのか」と叫び、岬へ向けて一発の銃弾を放った。これが迷信打破のきっかけとなり、以後は岬の北側でも女性の定住が進んだ。
また、日露戦争時にはロシア艦隊の来襲に備えて監視所が設けられていた。

## 地震
1940年8月2日、沖合で積丹半島沖地震または神威岬沖地震と呼ばれる M7.5 の地震が発生した。

## 関連施設
「女人禁制の地・神威岬」門
遊歩道の入り口にある。積丹町が1995年に設置した、歴史を伝えるためのものであり、女性の通行には全く問題はない。
神威岬灯台
1888年（明治21年）8月25日、北海道で5番目の灯台として初点灯。1923年・1960年の改修を経て、現在は無人化されている。1923年に本灯台の2代目レンズとして導入されたフランスのソーター・ハーレー社（fr）製の高さ3m・直径2m・光達距離約43kmのフレネル式第一等不動レンズが、2022年8月26日から神威岬自然公園内の食堂・売店施設「カムイ番屋」にて灯台関連資料とともに展示されている。このレンズは1876年頃に輸入され、宮城県金華山灯台での使用の後、1923年から1960年にかけて本灯台で用いられ撤去後大阪府みさき公園の「観光灯台」で展示されていたが、明治期に輸入された大型灯台レンズでは唯一の現存ということもあり積丹町が観光資源としての活用を目的に里帰り構想を検討、みさき公園閉園後所有していた航路標識の広報を行う東京の公益社団法人「燈光会」を通じて無償貸借協定を締結し、横浜市で補修作業を行った後、神威岬での展示に至った。
電磁台（電波探知塔）
1942年（昭和17年）、太平洋戦争中に設置されたレーダーの跡。
念仏トンネル
神威岬近くのワクシリ岬にある、全長60メートル・幅高さ各2mのトンネル。1918年（大正7年）11月8日開通。平成中期以降は立入禁止となっているが、かつては神威岬先端へ向かう唯一の路であった。
1912年（大正元年）、灯台守の家族3人が余別村へ行く最中にで荒波にさらわれ死亡した。そこで余別村の村民が灯台職員家族の通行の安全を確保するべく、1914年（大正3年）に掘削が開始された。だが精密な測量もないまま掘削したため、岩塊の両側から掘り進むうちに食い違いが生じ、いつまでも貫通しなかった。そこで作業する村人らは念仏を唱えて鐘を打ち鳴らし、その音を頼りに互いの位置を予測して掘り進む事で、ようやく貫通にこぎつけたという。完成後のトンネルはクランク状に折れ曲がり、内部は日光も差し込まない真の闇である。そのため念仏を唱えながら通ると安全であると言い伝えられていた。

## ギャラリー

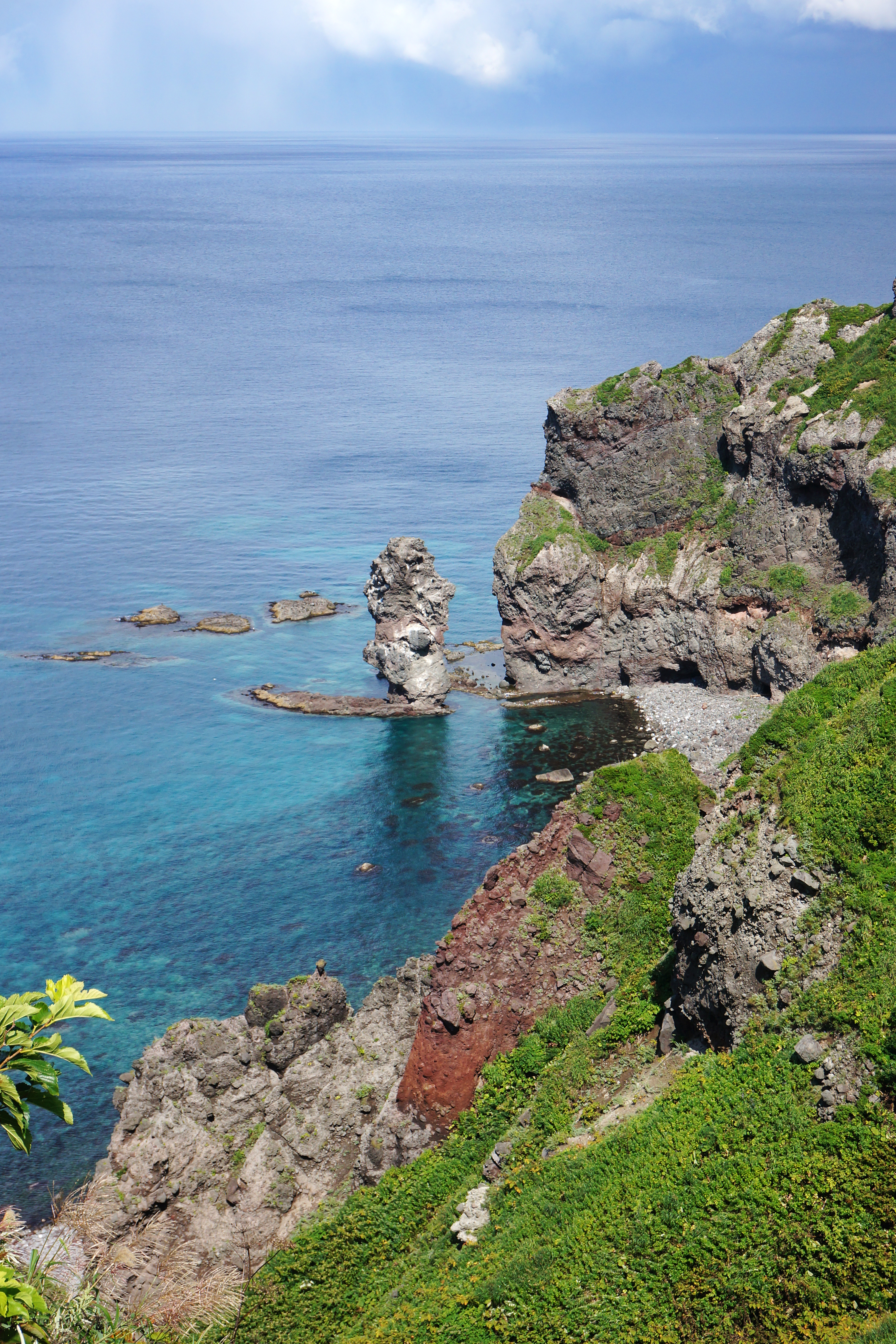
東岸
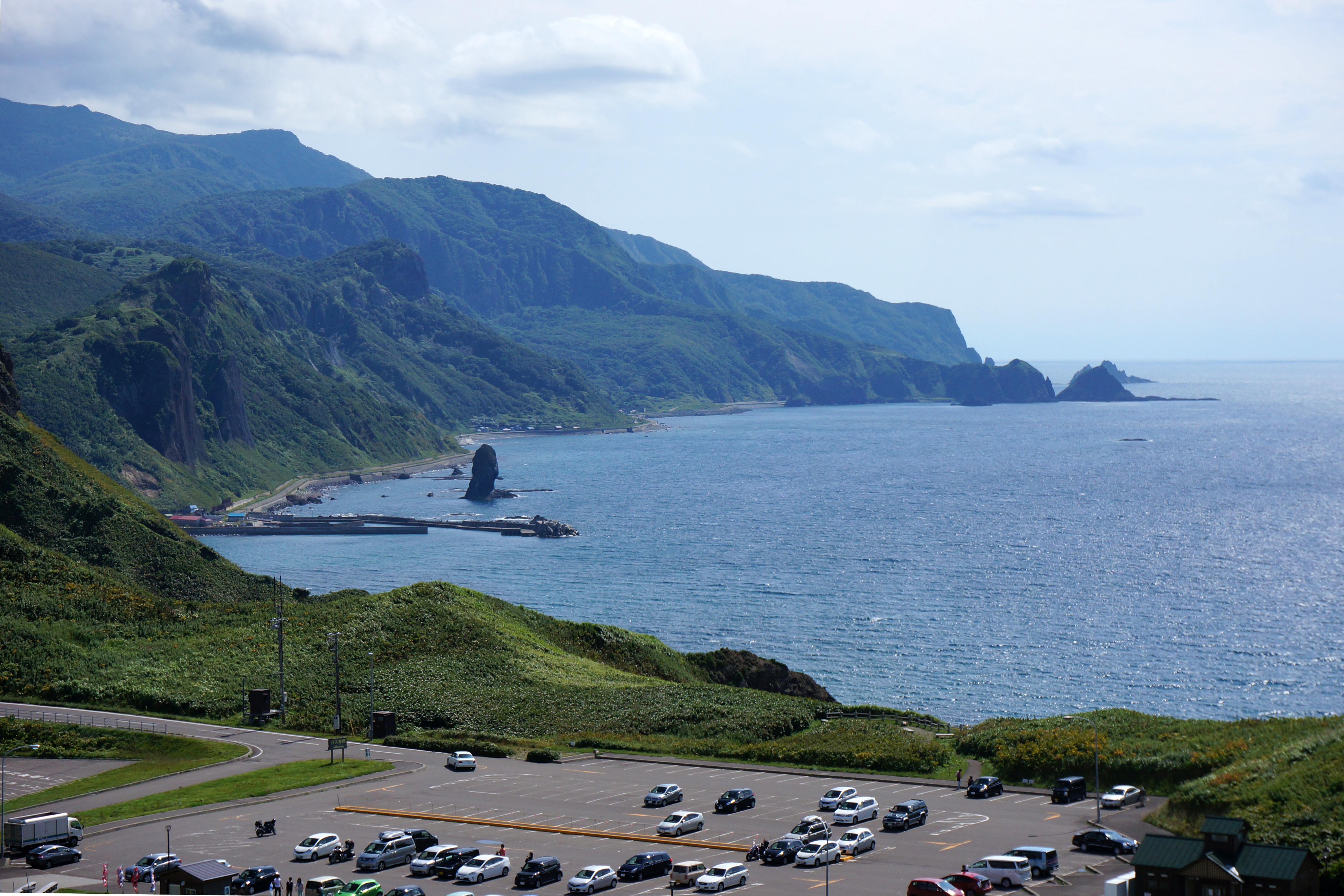
西岸
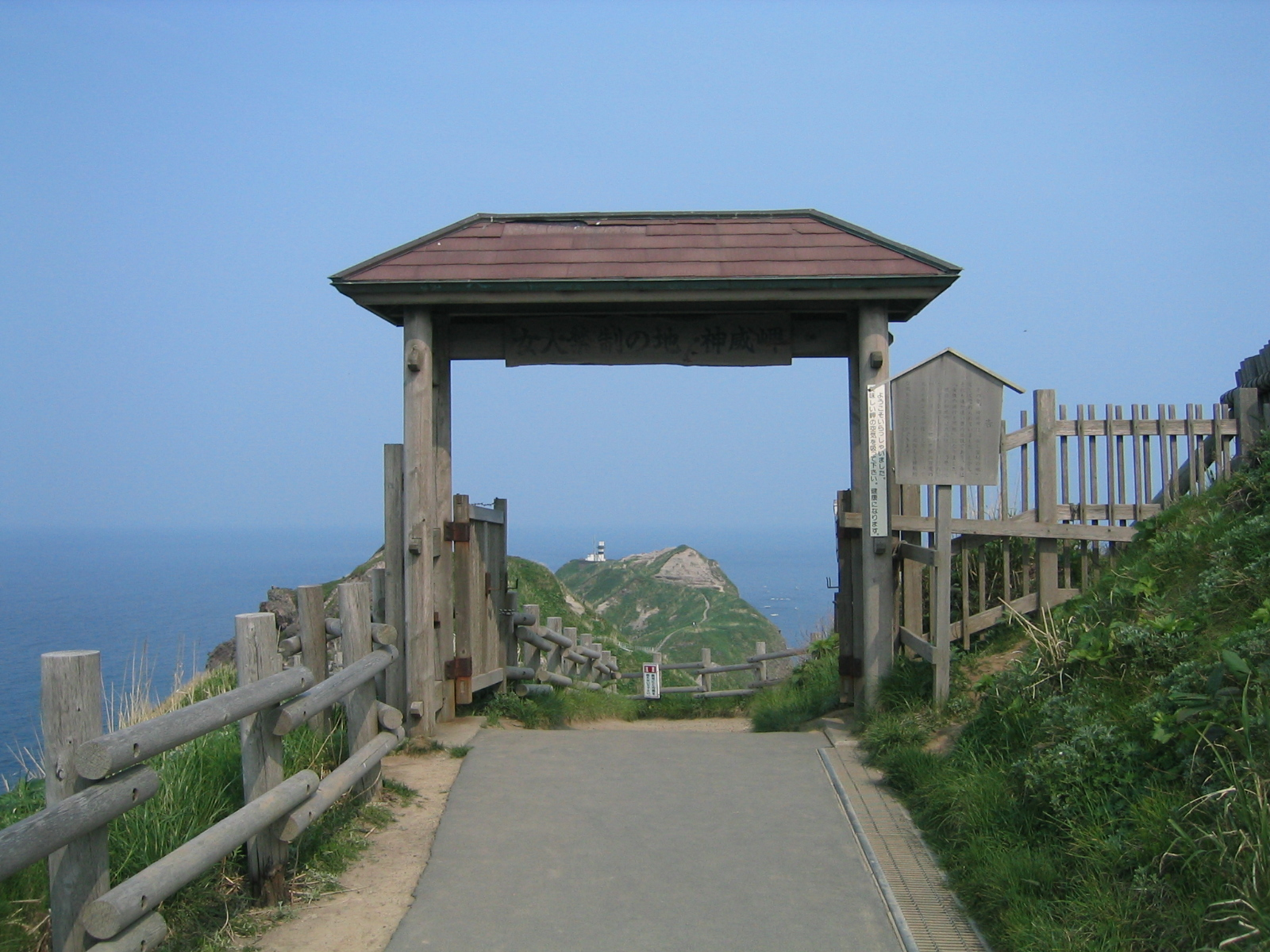
女人禁制の門
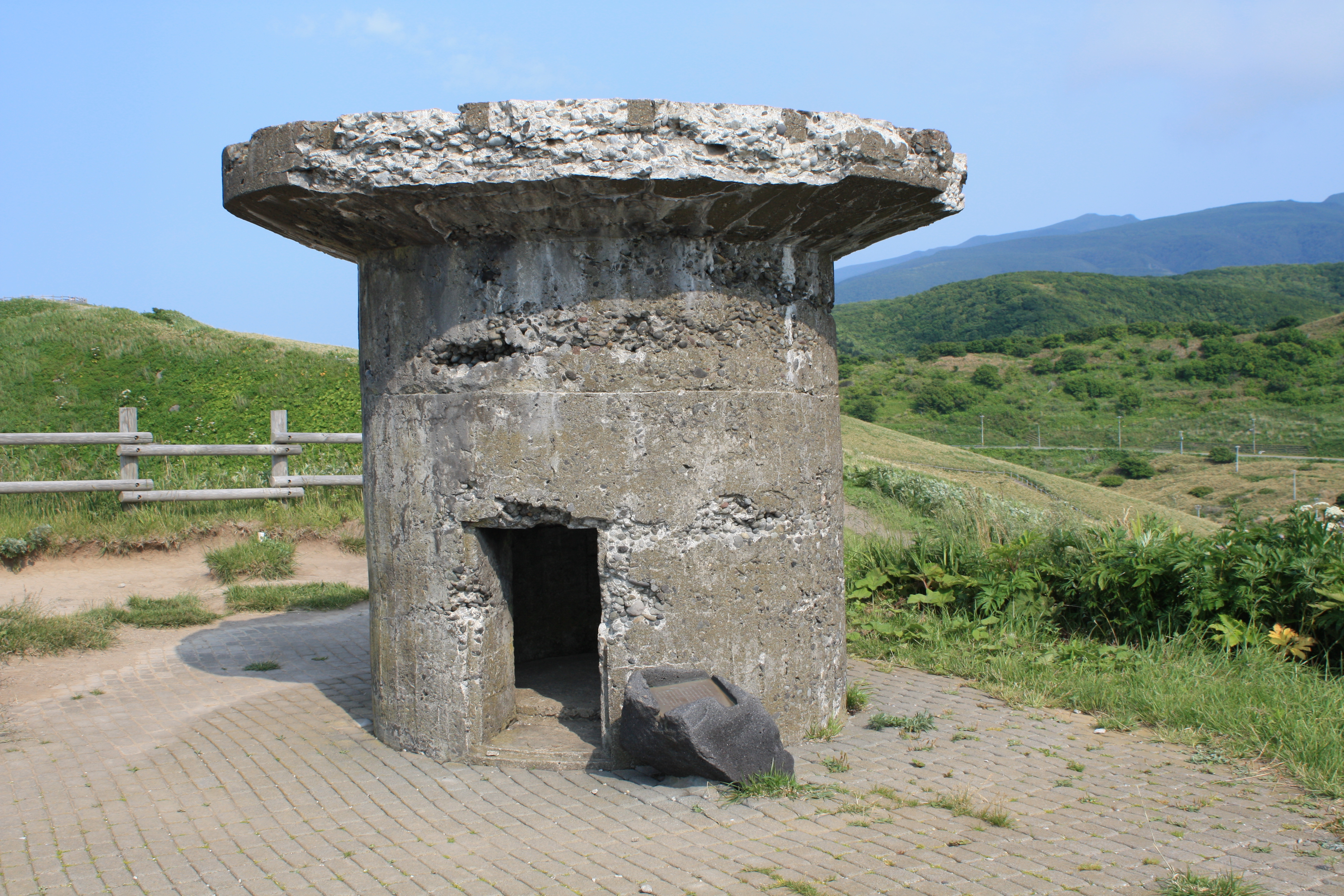
電磁台（電波探知塔）
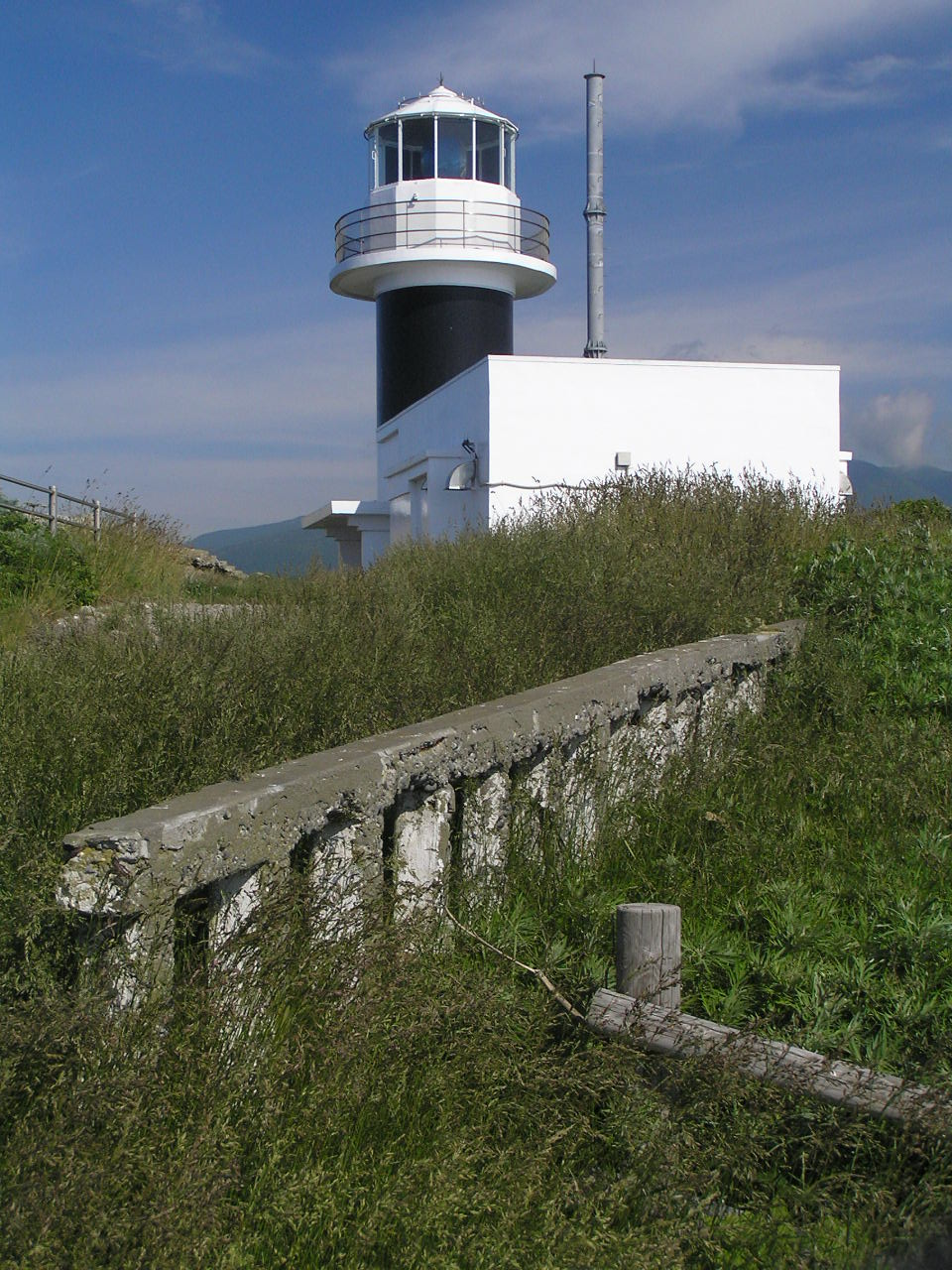
神威岬灯台

## アクセス
岬近くの駐車場へ至る道路は、国道229号から分岐している。
- 鉄道：函館本線余市駅より北海道中央バスに乗り換え。
- バス：余市町方面・積丹町中心部からは「積丹線」または「高速しゃこたん号」に乗車。終点美国で下車。美国から「積丹町生活交通バス」（予約制）に乗り換えて「積丹神威岬」で下車。期間は4月から11月まで。岩内町・神恵内村方面からの「神恵内線」は2024年（令和6年）9月30日をもって廃止された[11]。